# Thaumastopeus minettii
Thaumastopeus minettii är en skalbaggsart som beskrevs av Rigout 1997. Thaumastopeus minettii ingår i släktet Thaumastopeus och familjen Cetoniidae. Inga underarter finns listade i Catalogue of Life.